# Мірандола
Мірандола (італ. Mirandola) — муніципалітет в Італії, у регіоні Емілія-Романья,  провінція Модена.
Мірандола розташована на відстані близько 360 км на північ від Рима, 50 км на північний захід від Болоньї, 30 км на північ від Модени.
Населення — 24 035 осіб (2014).
Щорічний фестиваль відбувається 16 травня. Покровитель — San Possidonio.

## Демографія
Населення за роками:

Станом на 1 січня 2023 року в муніципалітеті офіційно проживав 3631 іноземець з 73 країн, серед них 1148 громадян країн Євросоюзу та 94 громадяни України.

## Сусідні муніципалітети
- Бондено
- Кавеццо
- Конкордія-сулла-Секкія
- Фінале-Емілія
- Медолла
- Поджо-Руско
- Сан-Феліче-суль-Панаро
- Сан-Джованні-дель-Доссо
- Сан-Поссідоніо
- Серміде